# Mydaea ancilla
Mydaea ancilla är en tvåvingeart som först beskrevs av Johann Wilhelm Meigen 1826.  Mydaea ancilla ingår i släktet Mydaea och familjen husflugor. Arten är reproducerande i Sverige. Inga underarter finns listade i Catalogue of Life.